# Analýza stabilních izotopů stroncia a kyslíku
Jednou z přírodovědných metod v archeologii je využití analýzy izotopů kyslíku a stroncia nebo i dusíku, uhlíku a síry v kosterních pozůstatcích lidí a zvířat. Díky ní se dá určit migrace za života daného jedince nebo i stavba jeho stravy.
Izotopová analýza je destruktivní metoda, protože při procesu zkoumání se vzorek nenávratně poškodí. První fází je čištění vzorku v laboratoři, kde je také následně upravován chemickými prostředky. Dále je vzorek analyzován spektrometrem, který určí poměr izotopů ve vzorku. Princip spektrometrie funguje tak, že látka obsažená ve vzorku ve vakuu ionizuje, díky čemuž získá náboj, ionizované částice se oddělí a podle rozdílné hmotností se zachytí při průchodu elektrickým či magnetickým polem.
Pomocí izotopů stroncia je možno vysledovat výživu jedince, člověka a zvířete, a to proto, že se izotopy stroncia dostávají do „potravy“ zvětráváním krystalických vyvřelin, jejichž nejvyšší množství nalezneme v rostlinách. Kvůli tomu je množství tohoto prvku v tělech býložravých tvorů vyšší. Jako příklad lze použít stabilní izotop stroncia k výzkumu migrace, kde se srovnává izotopový materiál v zubech z doby jejich mineralizace a materiál v kostech z posledních let života daného tvora. Jestliže se materiál izotopu liší, je pravděpodobné, že tvor žil v mladí jinde, než kde zemřel.
Izotop kyslíku je zas obsažen v atmosféře, potravě a vodě. Složení přijímané potravy je ovlivněno množstvím 18O ve vodě v místě, kde žijí daní jedinci. Množství prvku kolísá v závislosti na nadmořské výšce, vzdálenosti od moře, teplotě a množství místních srážek. Izotop kyslíku se ukládá do zubních a kostních minerálů.